# Rio Bălan
O Rio Bălan é um rio da Romênia afluente do rio Râmnicul Sărat, localizado no distrito de Vrancea.